# Marie Bebådelse katolska församling
Marie Bebådelse katolska församling är en romersk-katolsk församling i Stockholm. Församlingen tillhör Stockholms katolska stift.
Dominikaner kom till området i början av 1930-talet och köpte ett hus på Linnégatan 1939.
Den 16 juli 1939  invigdes Marie Bebådelses kyrka på Linnégatan 79 av biskop Erik Müller. Kyrkan hade ritats av arkitekt Albert Linden. Detta var den tredje katolska församlingskyrkan i Stockholm. I februari 1942 bildade Marie Bebådelse en egen församling, sedan biskopen skilt de tre huvudstadsförsamlingarna åt.
År 1963 blev församlingen delad genom att en annexförsamling, Vår Frus katolska församling, invigdes i Näsby Park. Den nya församlingen var Stor-Stockholms fjärde katolska församling och omfattade det stora Täbyområdet, Djursholm, Danderyd och Stocksund. Kapellet låg i Näsby Park och tillhörde oblatfäderna.  
Marie Bebådelses församling omfattar nu Östermalm, Frescati, Djurgården, och Lidingö. Kyrkan och pastorsexpeditionen ligger på Linnégatan 79.